# (11920) 1992 UY2
(11920) 1992 UY2 est un astéroïde de la ceinture principale d'astéroïdes découvert en 1992.

## Description
(11920) 1992 UY2 a été découvert le 25 octobre 1992 à Uenohara, Yamanashi, ville de la préfecture de Yamanashi, au Japon, par Nobuhiro Kawasato.

### Caractéristiques orbitales
L'orbite de cet astéroïde est caractérisée par un demi-grand axe de 2,30 UA, un périhélie de 2,13 UA, une excentricité de 0,07 et une inclinaison de 4,98° par rapport à l'écliptique. Du fait de ces caractéristiques, à savoir un demi-grand axe compris entre 2 et 3,2 UA et un périhélie supérieur à 1,666 UA, il est classé, selon la JPL Small-Body Database, comme objet de la ceinture principale d'astéroïdes.

### Caractéristiques physiques
(11920) 1992 UY2 a une magnitude absolue (H) de 14,6 et un albédo estimé à 0,277.